# Lourenço de Almeida
Lourenço de Almeida  (Martim, ca. 1480 - Chaul, marzo de 1508) fue un marino, capitão-mor y explorador portugués e hijo del virrey de la India Francisco de Almeida. Se distinguió en los mares de la India, consiguiendo que Ceilán (actual Sri Lanka) pagara tributo a Portugal. Perteneció a la Orden de Cristo. 

## Biografía
Único hijo varón de Francisco de Almeida (más adelante, 1505-09, virrey de la India) y de Brites Pereira, siguió de cerca los pasos de su padre. El diablo rubio (diabo louro), como se le llamaba, era un joven delgado y de unos dos metros de altura, lo que hizo de Lourenço uno de los personajes más altos del reino.
Combatió en Tánger en 1501, y realizó el primer viaje portugués a Ceilán (Sri Lanka) en 1506, donde fundó una colonia, permitiendo así la expansión del imperio portugués en Asia. Sometió al rey y descubrió la fuente de la canela.
Su padre le encomendó diversas tareas de responsabilidad, que supo terminar con competencia. Una de ellas fue la derrota de la poderosa flota del Zamorín de Calicut en la batalla de Cananor (1506).
En el primer mes de 1508, Lourenço de Almeida, al frente de una flota de ocho navíos, navegó al puerto de Chaul para proteger los barcos de Cochín y de Cannanore, pero, sorprendido por una flota mameluca egipcia al mando del llamado Mirocem, libró la batalla de Chaul, comandando a sus hombres hasta la muerte. 
El deseo de vengar su muerte llevó a su padre Francisco de Almeida a desobedecer al rey al final de su mandato como virrey y no entregar el puesto a su sucesor, Afonso de Albuquerque (1509-15), al que incluso apresó, hasta acabar con su enemigo. El 3 de febrero de 1509 atacó con ferocidad, al frente de una gran flota portuguesa, en la batalla de Diu, donde además de Mirocem participó una flota conjunta del Sultanato buryí de Egipto, del Imperio Otomano y del sultán de Gujarat. Esta batalla supuso el principio del dominio portugués en el Índico.